# حوای میتوکندریایی

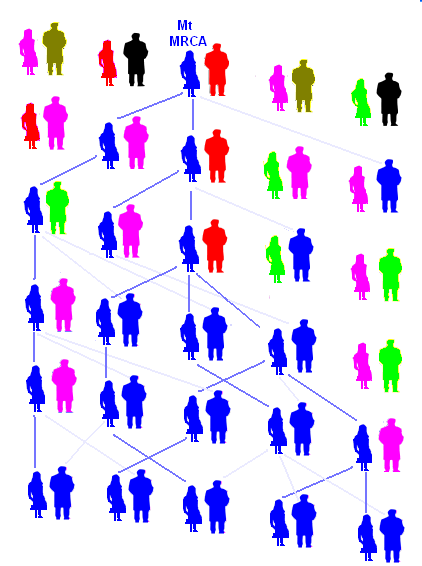
به خاطر انتخاب طبیعی یا رانش ژنتیکی نیاکان مادری ممکن است به فردی واحد برسند، حوای میتوکندری مثالی از این پدیده است.

حوای میتوکندریایی در ژنتیک انسانی، به نزدیک‌ترین نیای مشترک تمام انسان‌های امروزی از طرف مادری می‌گویند. دی‌ان‌ای میتوکندریایی که همواره از مادر به فرزند منتقل می‌شود، در همهٔ انسان‌های امروزی به‌طور مستقیم از حوای میتوکندریایی به ارث رسیده‌است.
پس از انتشار مقالهٔ «دی‌ان‌ای میتوکندری و تکامل انسان» در ۱ ژانویهٔ ۱۹۸۷ در مجله نیچر توسط ربکا کان، مارک استونکینگ، و آلن ویلسون، اصطلاح حوای میتوکندریایی توسط رسانه‌ها ترویج یافت، اما در مقالهٔ اصلی چنین اصطلاحی استفاده نشده‌است. این سه دانشمند اعلام کردند که ثابت کرده‌اند همهٔ انسان‌های امروزی می‌توانند اصل و نسب خود را به یک زن که حدود دویست هزار سال پیش در شرق آفریقا می‌زیسته‌است، نسبت دهند. اصطلاح «حوای میتوکندریایی» اولین بار در مقاله‌ای از روجر لوین به نام «نقاب‌برداری از حوای میتوکندریایی» به‌کار رفت. ویلسون ترجیح می‌داد به جای آن از اصطلاح «مادر خوش‌شانس» استفاده کند.
حوای میتوکندریایی همتای مؤنث آدم کروموزوم Y (جدیدترین نیای مشترک از سمت پدری) است اما زمان زندگی این‌دو هزارها سال با هم متفاوت بوده‌است. معمولاً تخمین زده می‌شود که حوای میتوکندری حدود ۹۹ تا ۲۰۰ هزار سال پیش و به احتمال زیاد در شرق آفریقا زندگی می‌کرده‌است. این همان زمانی است که هومو ساپینس ساپینس (انسان دانای دانا یا همان انسان امروزی) در حال شکل گرفتن به عنوان یک زیرگونهٔ مستقل بوده‌است.
برخی حتی گمان می‌کنند حوای میتوکندری خیلی زودتر از زمان هجرت از آفریقا که تصور می‌شود بین ۴۵٬۰۰۰ تا ۹۵٬۰۰۰ سال پیش رخ داده‌است، زندگی می‌کرده‌است. تعیین زمان زندگی «حوا» ضربهٔ بزرگی به این نظریه بود که نیاکان انسان‌های امروزی که گونه‌ای قدیمی‌تر از انسان مدرن بودند میلیون‌ها سال پیش از آفریقا خارج شده‌اند و در مناطق مختلف به نژادهای مختلف امروزی تکامل یافته‌اند. در عین حال، این تخمین زمانی، با نظریهٔ مخالف منطبق است که می‌گوید انسان مدرن نسبتاً به تازگی از آفریقا سرچشمه گرفته و از آنجا پراکنده شده‌است و جایگزین جمعیت‌های انسانی «کهن» مانند نئاندرتال‌ها شده‌است. فرضیهٔ دوم در حال حاضر نظریهٔ غالب است.

## برداشت‌های نادرست در مورد حوای میتوکندریایی
حوای میتوکندریایی تنها زن دوران خود نبوده‌است
یکی از برداشت‌های نادرست در مورد حوای میتوکندریایی این است که چون نسل تمام زنان زندهٔ دنیا از طرف مادری به او می‌رسد پس او تنها زن دوران خود بوده‌است. بررسی‌های دی‌ان‌ای هسته‌ای نشان می‌دهد که جمعیت انسان‌های باستان هیچ‌گاه از چند ده هزار نفر کمتر نبوده‌است. سایر زنان هم‌عصر حوای میتوکندریایی نیز نوادگانی در بین انسان‌های امروزی دارند ولی در زنجیرهٔ فرزندان هر یک از آن‌ها تا به امروز حداقل یک مرد بوده‌است که این امر باعث قطع دی‌ان‌ای میتوکندری می‌شود که فقط از طریق مادر به فرزند می‌رسد؛ ولی برخلاف این زنان، حوای میتوکندریایی را می‌توان مستقیماً از طرف مادری به تمام انسان‌های امروزی متصل نمود.
حوای میتوکندریایی هم‌زمان با آدم کروموزوم Y نمی‌زیسته‌است
از دیگر برداشت‌های نادرست در مورد حوای میتوکندریایی این است که او هم‌زمان با آدم کروموزوم Y می‌زیسته‌است و شاید هم با او ملاقات یا آمیزش داشته‌است. آدم کروموزوم Y نیز همانند حوای میتوکندریایی در آفریقا می‌زیسته‌است ولی زمان حیات او بین ۵۰۰۰۰ تا ۸۰۰۰۰ سال پس از حوای میتوکندریایی بوده‌است.
حوای میتوکندریایی جدیدترین نیای مشترک انسان‌های امروزی است
حوای میتوکندریایی جدیدترین نیای مشترک انسان‌های امروزی از طرف مادری است. به خاطر این‌که انتقال دی‌ان‌ای میتوکندری فقط از مادر به فرزند است، ردیابی نیاکان مادری کار نسبتاً ساده‌ای است. جدیدترین نیای مشترک انسان‌های امروزی را می‌توان حتی در ۵۰۰۰ سال اخیر یافت.